# Arp Schnitger
Arp Schnitger fut le plus célèbre facteur d'orgue d'Allemagne du nord au XVIIe siècle. Il naquit le 2 juillet 1648 à Schmalenfleth (aujourd'hui Brake) et fut inhumé le 28 juillet 1719 à Neuenfelde, aujourd'hui quartier de Hambourg. L'orgue baroque d'Allemagne du nord atteint avec lui son apogée.

## Biographie

### Ascendance
Arp Schnitger descend d'une famille de menuisiers bien en vue à Schmalenfleth où elle est établie depuis des générations. Le nom Schnitger provient d'ailleurs de la profession que ses membres y exercent de père en fils : le nom Snitker signifie en effet « menuisier » dans le dialecte bas-allemand qui y est parlé. On sait que le père d'Arp Schnitger, effectuait aussi de petites réparations aux orgues des églises environnantes.

### Enfance, jeunesse et apprentissage
Schnitger grandit parmi cinq frères et sœurs et fit son apprentissage avec son père. Lorsqu'il fut âgé de 18 ans, il partit faire son voyage d'apprentissage, comme c'était la coutume. Outre de très bonnes dispositions pour le travail manuel, il était aussi doué pour la musique. C'est à Glückstadt, ville située sur le cours inférieur de l'Elbe, qu'il termina son apprentissage de cinq ans. Son maître de stage était un parent du nom de Berendt Huss. Il poursuivit sa carrière comme compagnon, travaillant le plus souvent dans les régions d'Allemagne du nord. La fin de ce premier parcours prometteur fut marquée par l'achèvement de l'orgue de l'église St Côme de Stade en 1673 : cet ouvrage avait été commencé par Huss, interrompu par la mort de celui-ci et repris par Schnitger. Après la disparition de son mentor, Schnitger poursuivit l'activité de l'atelier de facture à Stade, au début pour le compte de la veuve Huss.

### Carrière professionnelle

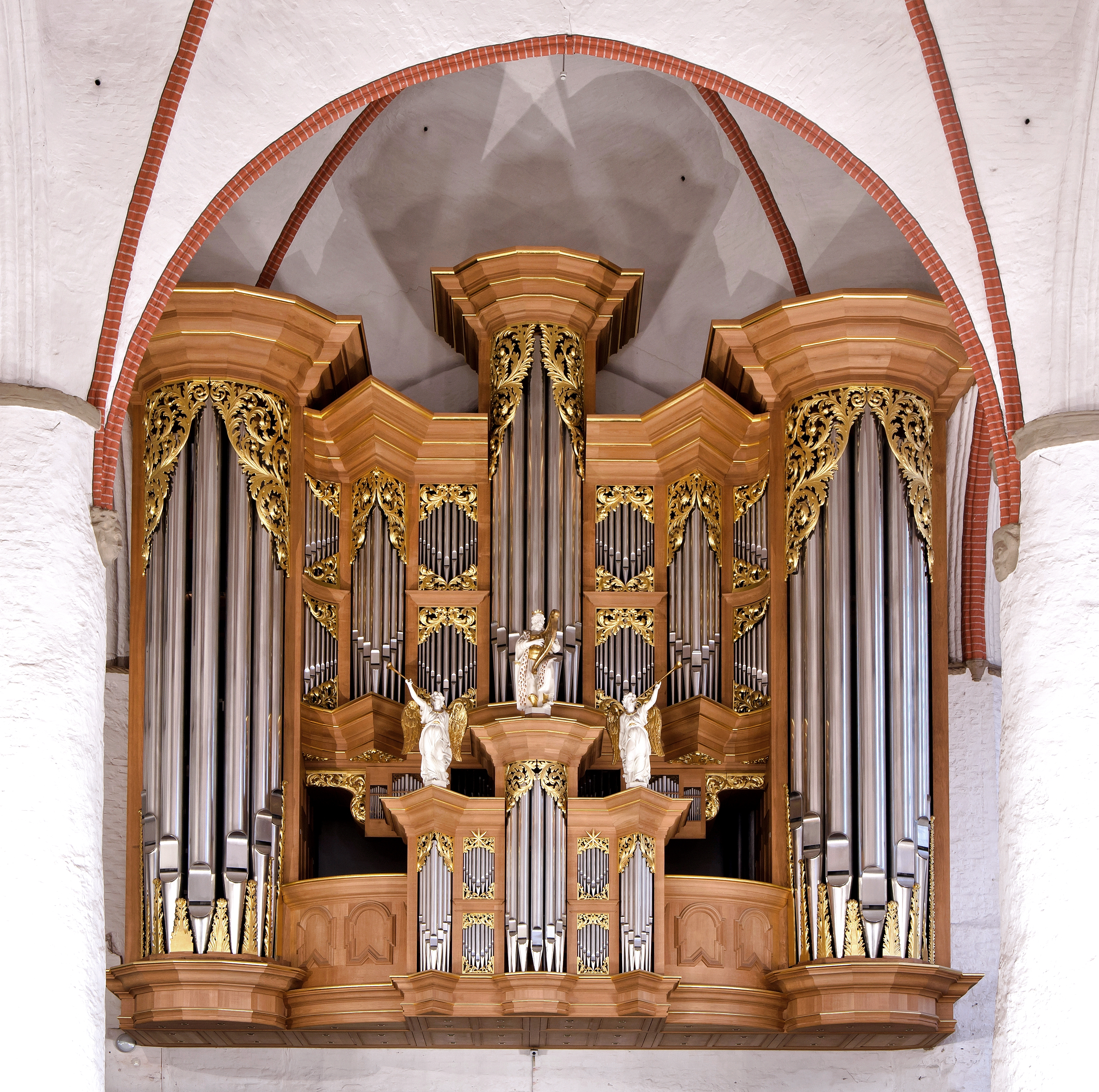
L'orgue Schnitger de Skt Jacobi à Hambourg

La renommée de Schnitger comme artisan et artiste commença rapidement à se répandre dans la région, et bientôt lui arrivèrent des commandes venant de Brème, Verden et Hambourg. De 1677 à 1682, il travailla dans son atelier de Stade. Puis il s'établit à Hambourg dont il acquit la citoyenneté après avoir prêté serment. À cette époque, Hambourg est assurément le principal foyer musical et organistique de toute l'Allemagne. Sa première commande importante concerne l'orgue de l'église Saint-Nicolas pour laquelle il construit un instrument possédant 67 registres, 4 claviers manuels, un pédalier, plus de 4000 tuyaux. Le plus grand tuyau des 32 pieds pesait 860 livres. Cet orgue devait par la suite être joué par Vincent Lübeck qu'il avait connu à Stade. Malheureusement, ce chef-d'œuvre devait plus tard disparaître lors du grand incendie de Hambourg en 1842. En revanche, l'orgue de l'église St. Jacobi construit par Schnitger en 1693 a été heureusement préservé. Doté de 60 registres, de 4 claviers et pédalier, c'est aujourd'hui le plus grand orgue historique du monde.
Les facteurs d'orgue et organistes les plus réputés firent le voyage de Hambourg pour y admirer les orgues faits par Schnitger, et parmi eux il faut citer au moins Dietrich Buxtehude, Georg Friedrich Haendel et Johann Sebastian Bach.
Schnitger reçut des commandes de toute l'Allemagne du nord, et même au-delà : des orgues de sa facture furent installés en Angleterre, en Russie, en Espagne, au Portugal - un instrument se trouve même au Brésil où il a été envoyé en 1747 par le roi Jean V de Portugal. En 1699, il obtint le titre de facteur officiel des comtés d'Oldenbourg et de Delmenhorst, des duchés de Brême-et-Verden ainsi que du royaume de Prusse.

### Famille
Arp Schnitger épousa Gertrud Otte, d'une famille aisée de commerçants hambourgeois. De 1705 jusqu'à sa mort en 1719, il posséda un atelier annexe dans la propriété de ses beaux-parents, qu'on appela Orgelbauerhof. De son mariage, il eut six enfants, mais deux seulement devaient survivre à leur célèbre père et poursuivre son activité. Après son décès en 1719, son fils Franz Caspar travailla aux Pays-Bas où il construisit de magnifiques instruments toujours visibles et en fonctionnement, notamment à Meppel, Alkmaar et Zwolle.

### Date de décès
Le registre des inhumations de la paroisse de Neuenfelde établit au 28 juillet 1719 la date de l'enterrement d'Arp Schnitger. La date de sa mort n'est pas connue précisément. Il est décédé, selon toute vraisemblance, non à Neuenfelde, mais à Itzehoe, où il était en train de construire depuis 1715 un orgue de trois claviers et 43 registres. Sa tombe, dans l'église de Neuenfelde a été retrouvée en 1971 et munie d'une plaque funéraire en pierre.

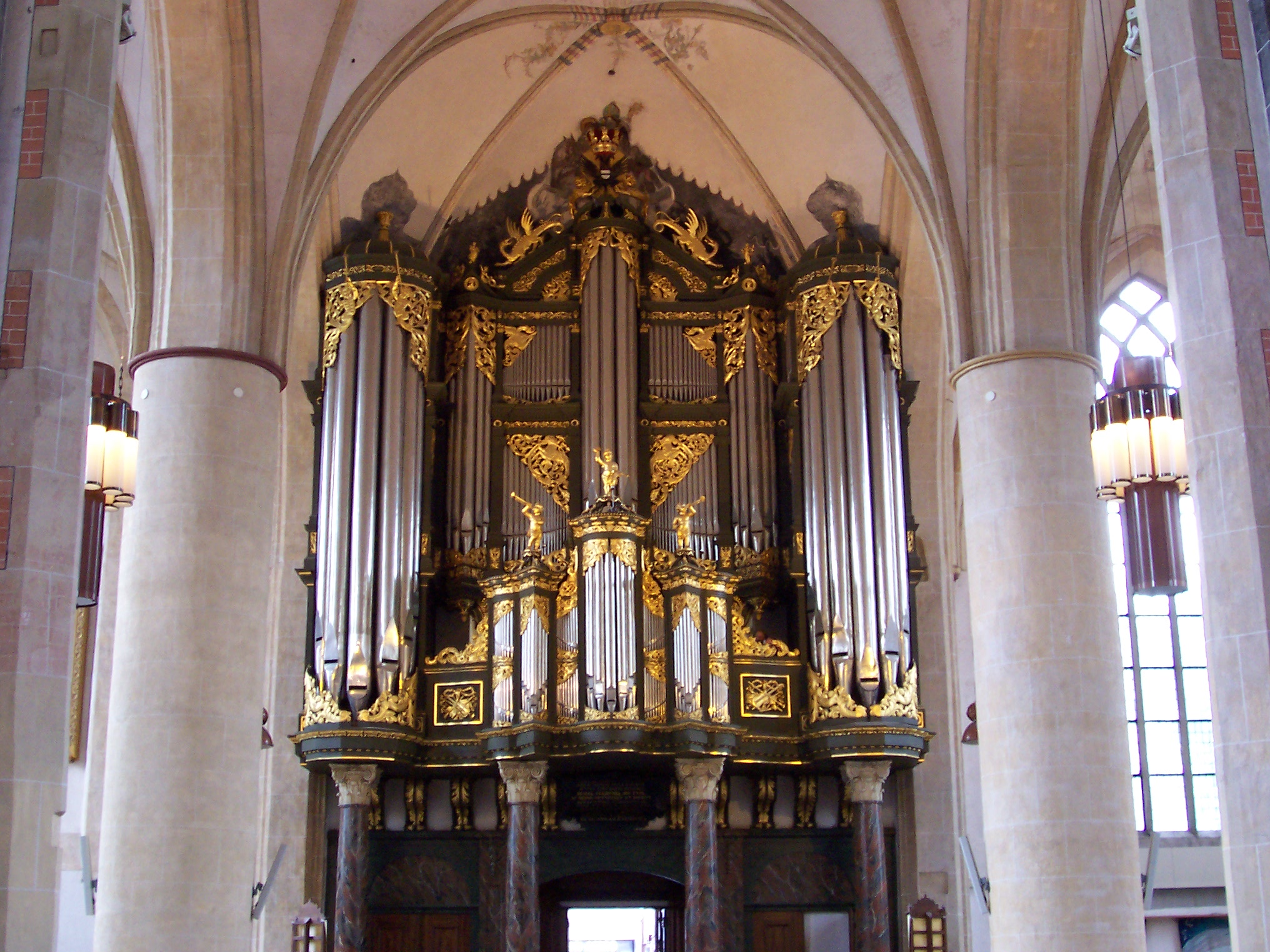
L'orgue Schnitger de Groningue (Martinikerk).

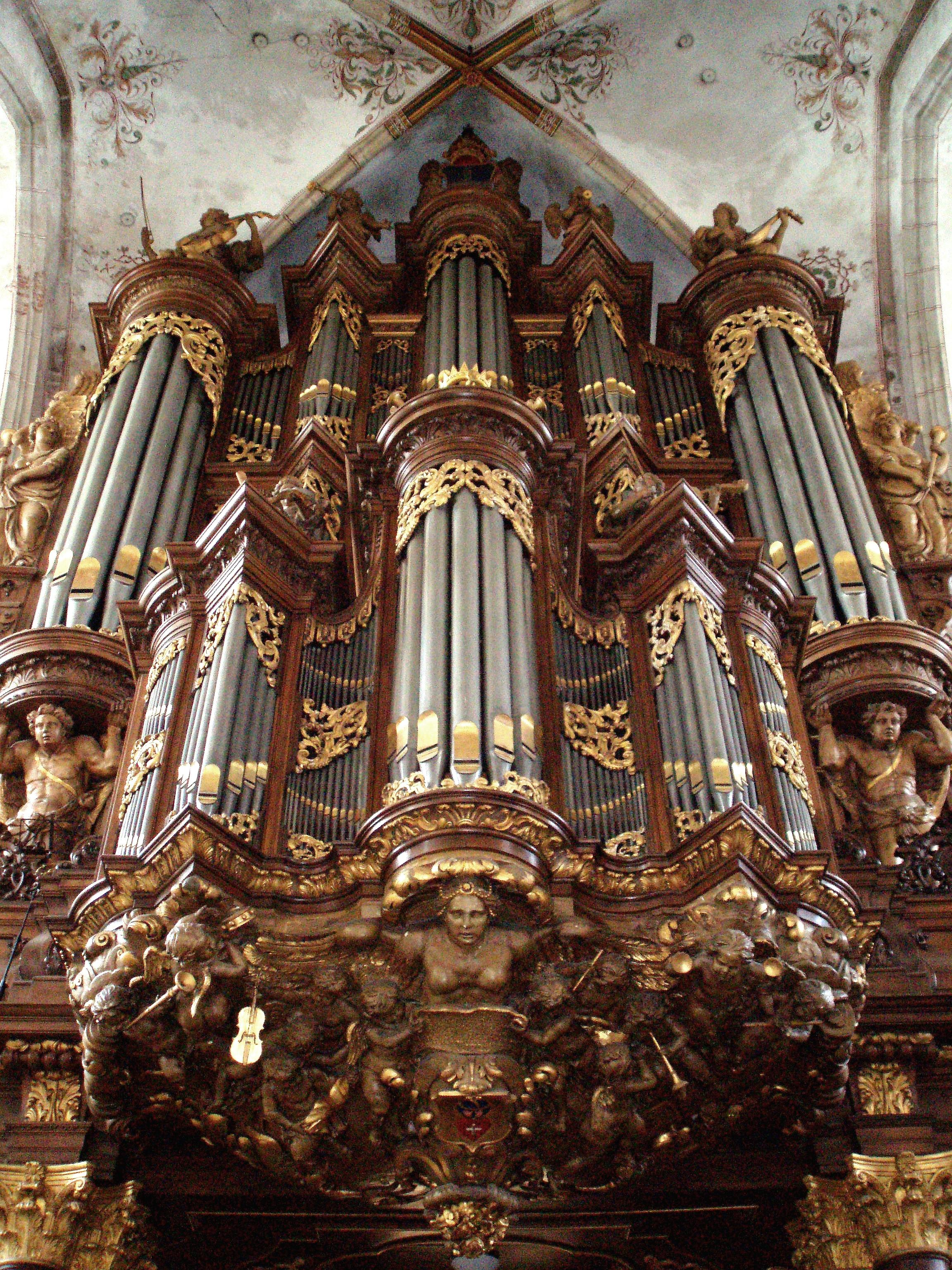
L'orgue Schnitger de Zwolle (Sint-Michaëlskerk).